# مزرعة زايون (عقدا)
مزرعة زایون (بالإنجليزية: Mazraeh-ye Zayyun)‏ هي منطقة سكنية تقع في إيران في يزد.